# 한승
한승(韓勝, 1963년 12월 7일 ~ )은 대한민국의 법조인으로 제50대 전주지방법원장이었다.

## 생애
1963년에 전라북도 전주시에서 태어난 한승은 전주신흥고등학교를 졸업했고 서울대학교 법과대학 4학년 재학 중이던 1985년 제27회 사법시험에 합격하였다. 이후 제17기 사법연수원을 수석으로 수료했다. 육군 법무관으로 전역하고 서울민사지방법원 판사에 임용되었다. 1995년에 전주지방법원 판사를 하다가 2011년 2월까지 부산고등법원 서울행정법원 수원지방법원에서 부장판사에 임명되어 재판장을 하였다.

## 경력
- 2011년 2월 대법원 선임재판연구관
- 2013년 2월 대법원 수석재판연구관
- 2014년 2월 ~ 2016년 대법원 법원행정처 사법정책실 실장
- 2016년 2월 ~ 2018년 2월 서울고등법원 부장판사
- 2018년 2월 제50대 전주지방법원 법원장
- 2018년 3월 제43대 전라북도선거관리위원회 위원장

## 주요 판결
- 서울행정법원 행정2부 재판장으로 재직하던 2009년 12월 31일에 해직교사 7명이 서울시교육청을 상대로 낸 해임처분 취소 청구소송에서 "일제고사 시험 거부를 유도해 교육계에 미치는 파장이 매우 컸다는 점을 감안하더라도, 서울시교육청은 유사한 행위를 한 교사들 중 유독 원고들에 대해서만 해임이라는 중징계를 했다. 이는 지나치게 무거운 것으로 형평의 원칙에 반해 징계권 남용이다"며 원고 승소 판결했다.[2]